# Зберезька
Зберезька (пол. Zberezka) — село в Польщі, у гміні Кломниці Ченстоховського повіту Сілезького воєводства.
Населення — 100 осіб (2011).
У 1975-1998 роках село належало до Ченстоховського воєводства.

## Демографія
Демографічна структура станом на 31 березня 2011 року:
|          | Загалом | Допрацездатний вік | Працездатний вік | Постпрацездатний вік |
| -------- | ------- | ------------------ | ---------------- | -------------------- |
| Чоловіки | 52      | 7                  | 37               | 8                    |
| Жінки    | 48      | 6                  | 28               | 14                   |
| Разом    | 100     | 13                 | 65               | 22                   |